# Roberto Stagno
Roberto Stagno (18 d'octubre de 1840 – 26 d'abril de 1897), fou un tenor italià. Fou un intèrpret important de la música del verisme quan esclatà a l'escena operística durant els anys 1890; però també posseïa una tècnica de belcantista àgil que emprava en les òperes de períodes anteriors. El 1890, un dels papers fonamentals del verisme: Turiddu.

## Carrera
Stagno (de nom real Vincenzo Andrioli) naixia a Palerm, Sicília, en una família amb connexions a la noblesa menor. Estudià a Milà i feia el seu debut operístic a Lisboa, Portugal, el 1862. La seva carrera feia un salt tres anys més tard, quan substituí reeixidament al tenor dramàtic més celebre d'Itàlia, Enrico Tamberlick, en una actuació a Madrid de Robert le diable. Durant les tres dècades següents, Stagno actuà en una varietat d'òperes en els principals teatres d'Espanya, Itàlia, França i Rússia, construint i després consolidant la seva reputació com un dels tenors principals d'Europa.
Stagno fou també popular a l'Argentina, on actuà inicialment el 1879, i també durant una temporada sencera (1883-1884) als Estats Units, al Metropolitan Opera de Nova York. Era literalment el primer solista a cantar-hi, ja que fou el primer Faust en l'obertura del teatre el 22 d'octubre de 1883. Desafortunadament per a Stagno, el seu temps a Nova York va resultar més curt del previst: les audiències americanes expressaven reserves sobre el seu cant a causa del seu vibrato pronunciat i persistent i no era contractat de nou per la direcció del MET.
Continuà la seva carrera a Itàlia i Amèrica del Sud on el seu mètode vocal era més apreciat. Llavors, a Roma, el 17 de maig de 1890, passava a la història operística quan creà el paper de Turiddu a la primera actuació de Cavalleria rusticana de Mascagni. La seva muller, Gemma Bellincioni feu el paper de soprano de Santuzza. S'havien trobat mentre viatjaven a Buenos Aires el 1886 amb un grup de cantants. La seva filla, Bianca Stagno-Bellincioni (1888-1980), també fou una cantant i actriu i el 1945 publicava un llibre sobre els seus pares.
Stagno tenia només 57 anys quan moria a Gènova d'una malaltia renal i cardíaca. No ha sobreviscut cap enregistrament de la seva veu, que era lírico dramàtica i es diu que era calenta i vibrant. D'aquells primers tenors que varen enregistrar, Fernando De Lucia (1860-1925) era potser el més similar a Stagno en el so i estil.